# Hespèria
Hespèria és un poema líric en un acte, amb música de Joan Lamote de Grignon i text de Joan Oliva, estrenada en el Gran Teatre del Liceu de Barcelona el 25 de gener de 1907.

## Context
L'estrena va ser dirigida pel mateix compositor, Joan Lamote de Grignon.
L'editorial Vidal Llimona i Boceta va publicar l'any 1906 la partitura, amb reducció a piano, amb el text en català i castellà, dedicada a Andreu Vidal Llimona. L'adaptació al castellà va anar a càrrec de Joaquim Zamacois.
Al programa d'anunci de la Temporada 1906-1907 del Liceu, l'obra apareix amb el títol de Esperia, i el cognom del compositor com Lamothe, una manera d'escriure-ho força habitual a l'època.

## Personatges
| Paper         | Tessitura | Intèrprets de l'estrena 25 de gener de 1907 (dir: Joan Lamote de Grignon) |
| ------------- | --------- | ------------------------------------------------------------------------- |
| Hespèria      | soprano   | Elvira Magliulo                                                           |
| Indíbil       | tenor     | Augusto Scampini                                                          |
| Ausos         | baix      | José Candela                                                              |
| Escipió       | baríton   | Juan Molina                                                               |
| Illos, druida | baix      | Calvo                                                                     |
| Mandonio      | tenor     | Anton Oliver                                                              |

## Argument
Lloc: una zona boscosa a prop de Tarragona, Catalunya
Època: segle iii aC
Hespèria viu en una cabana amb el seu pare, Ausos. Està enamorada d'Indíbil, el famós guerrer que defensa les terres de Catalunya contra els romans. S'entreté tallant les branques dels arbres de segon terme, cantant els seus amors, que ningú podrà esborrar del seu cor. El seu pare, Ausos, li recrimina que canti els seus amors mentre encara ressonen els càntics bèl·lics de la lluita que ha ferit l'estimada pàtria, «La pàtria no ha caigut i sóc lliure, contesta la donzella, i si un dia cau vençuda jo la sabré venjar». Ausos entra a la cabana acompanyat de la seva filla.
Apareix a escena Indíbil, l'estimat d'Hespèria, qui donarà dies de glòria a Iberia. El jove deixa anar els seus sentiments patriòtics i amorosos, i d'aquests somnis despertar amb la veu de la seva estimada, quan Hespèria surt de la cabana. Cantant tots dos el seu amor. Ausos interromp el cant dels dos enamorats, tot dient que les cançons d'alegria no s'han d'entonar quan la pàtria està de dol. No obstant, es sorprèn quan veu Indíbil, oferint-li que entri en la seva cabana per descansar. Mandoni, company d'Indíbil, anuncia als guerrers que l'exèrcit romà és a prop; en saber-ho Indíbil convida a tots els presents a rebutjar l'invasor: no volt estrangers a les seves terres.
Ausos vol també empunyar les armes. Illos, el sacerdot druida, demana a les sacerdotesses que entonin tendres pregàries perquè els déus propicis concedeixin la victòria a les seves armes. Hesperia uneix la seva veu a les oracions. Al final de l'escena apareix la lluna -la casta diva dels druides-. Es presenten els trompeters i arriben fins al primer terme de l'escenari, repetint els seus tocs de guerra. Mentrestant, descendeixen de la muntanya el general romà Escipió, meravellat per les belleses de la regió, i el seu lloctinent Marcus, qui aconsella al seu cap descansar a la humil cabana d'Ausos, que surt a la porta amb la seva arma, però es veu ràpidament desarmat i el fan presoner.
Surt Hespèria, implorant pietat pel seu pare, i rebel·lant-se a sentir-se tractada com a esclava, «Inútil resistència, tu ets meva» -declara el general romà- «el teu promès m'ha derrotat en tres batalles, anul·lant la meva glòria, i ara jo de la seva estrella apagaré la resplendor, empresonant la bella reina del seu cor. A Roma, els fills i les dones dels reis vençuts arrosseguen el carro del vencedor, però si jures que seràs meva, unint els teus vermells llavis als meus, et salvaràs d'aquesta trista sort».
Ella es resisteix altiva, però fingeix accedir a les pretensions d'Escipió per consell del mateix Indíbil, qui ha aparegut amb la roba d'Ausos i fingint ser el pare d'Hespèria. Indíbil fa saber a Hespèria que el seu pare, tot i estar envoltat per soldats romans, s'ha salvat gràcies a un estratagema. Escipió deixa anar a Indíbil, creient les falses promeses d'Hespèria. Seguint la donzella entra a la cabana, després d'haver ordenat al seu lloctinent Marcus que els trompeters toquin a retreta. Surten a escena Escipió i Hesperia, i no volent el general romà que ella pugui pertànyer a un altre, la fereix mortalment. Ella i el general, mortalment abraçats i lluitant entre ells, tornen a entrar a la cabana. Indíbil, saltant de roca en roca, arriba per recollir l'últim sospir de la seva estimada. Ressonen de lluny els crits de victòria, mentre Indíbil plora la pèrdua de Hespèria.